# Nitty Gritty Dirt Band
Nitty Gritty Dirt Band — американская кантри-фолк-рок-группа, существующая с апреля 1966 года, основана певцом-гитаристом Джеффом Ханной (Jeff Hanna) и барабанщиком Джимми Фадденом (Jimmy Fadden) в Лонг-Бич, Калифорния.

## История
Состав группы много раз менялся на протяжении её существования, включая период с 1976 по 1981, когда группа выступала и записывалась как «The Dirt Band». Постоянными членами с основания являются певец-гитарист Джефф Ханна и барабанщик Джимми Фадден. Мультиинструменталист Джон Мак-Юэн был с группой с 1966 по 1986 и вновь вернулся в 2001 году. Клавишник Боб Карпентер присоединился к группе в 1977 году. Группа часто выступает в качестве инструментального коллектива с исполнителями современной и народной кантри-музыки.
В числе хитов группы — «Mr. Bojangles», кавер-версия известной песни Джерри Джеффа Уолкера (Jerry Jeff Walker), а также «Modern Day Romance» (1985) и «Fishin` in the Dark» (1987).
В 1976 году Nitty Gritty Dirt Band стала первой американской кантри-группой, которую пригласили провести концертный тур по Советскому Союзу. Были даны выступления в Риге, Ереване, Москве (Театр Эстрады)). Общая аудитория в СССР, посетившая концерты и смотревшая телевизионное шоу, составила более 145 млн человек.
Альбомы «Will the Circle Be Unbroken» (1972) записан совместно с такими мастерами традиционного кантри, как Мейбелл Картер, Эрл Скраггс, Рой Экафф, Мерл Трэвис, Джимми Мартин и Док Уотсон. Следующий похожий альбом, «Will the Circle Be Unbroken: Volume Two», был выпущен в 1989 году, стал золотым и дважды удостоился награды Грэмми и был назван альбомом года Академией кантри музыки США.

## Награды и номинации
- 47-я церемония «Грэмми». Лучшее инструментальное кантри исполнение — Nitty Gritty Dirt Band совместно с Эрл Скраггс, Рэнди Скраггс, Вассар Клементс и Джерри Дуглас за «Earl’s Breakdown».
- 32-я церемония «Грэмми». Лучшее вокальное кантри исполнение дуэтом или группой — Nitty Gritty Dirt Band за альбом «Will the Circle Be Unbroken: Volume Two»; лучшая блюграсс-песня — Nitty Gritty Dirt Band совместно с Брюс Хорнсби за «The Valley Road».
- Академия кантри музыки США. Альбом года — Nitty Gritty Dirt Band за альбом «Will the Circle Be Unbroken: Volume Two».

## Дискография
- The Nitty Gritty Dirt Band (1967)
- Ricochet (1967)
- Rare Junk (1968)
- Alive (1969)
- Uncle Charlie & His Dog Teddy (1970)
- All the Good Times (1971)
- Will the Circle Be Unbroken (1972)
- Stars & Stripes Forever (1974)
- Symphonion Dream (1975)
- Dirt, Silver and Gold (1976)
- The Dirt Band (1978)
- An American Dream (1979)
- Make a Little Magic (1980)
- Jealousy (1981)
- Let’s Go (1983)
- Plain Dirt Fashion (1984)
- Partners, Brothers and Friends (1985)
- Twenty Years of Dirt (1986)
- Hold On (1987)
- Workin' Band (1988)
- More Great Dirt (1989)
- Will the Circle Be Unbroken: Volume Two (1989)
- The Rest of the Dream (1990)
- Live Two Five (1990)
- Not Fade Away (1992)
- Acoustic (1994)
- The Christmas Album (1997)
- Bang, Bang, Bang (1999)
- Will the Circle Be Unbroken: Volume Three (2002)
- Welcome to Woody Creek (2004)
- Speed of Life (2009)